# 아오쿠라촌
아오쿠라촌(일본어: 青倉村)은 일본 군마현 간라군에 설치되었던 촌이다. 현재의 시모니타정에 해당한다.